# قلعه کسیلیان
قلعه حسن بور مربوط به دوره ساسانی در ۷ کیلومتری شمال روستای سرخکلا در جنگلهای شاهکوه و لیلی واقع شده و تا قرن ۶ و ۷ ه.ق مورد استفاده قرار می‌گرفت است و در شهرستان سواد کوه، بخش مرکزی، روستای سرخ کلاً واقع شده و این اثر در تاریخ ۲۴ اسفند ۱۳۸۳ با شمارهٔ ثبت ۱۱۵۳۵ به‌عنوان یکی از آثار ملی ایران به ثبت رسیده است.
نام آن در برخی منابع «قلعه کسلیان» و امروزه به «قلعه حسن بور» شناخته می‌شود.
به دلیل عدم مراقبت و شرایط فرسایشی اقلیم رطوبتی و همچنین رویش درختان تنومند جنگلی و آسیب‌های ناشی از فشار ریشه‌های این درختان و حفاریهای غیرمجاز انسانی، متأسفانه از همه جوانب به شدت مغلوب فرسایش و تخریب قرارگرفته و اکنون پس از گذر قرنها حدود ۸۰ درصد این اثر ارزشمند و باستانی از بین رفته است
قطر پایه‌ها و دیواره‌های قلعه در برخی نقاط به ۵متر هم می‌رسد که مصالح بکار رفته در آن سنگ، آجرها در ابعاد مختلف و ساروج است.
در محوطه قلعه آثار زیادی از سفالهای ناودانی شکل دیده می‌شود و در مرکزیت بنا آب انباری با حجم خیلی زیاد وجود داشته که شواهد گویای وجود سیستم پیشرفته جمع‌آوری و انتقال آب باران به مخزن اصلی و استفاده آب در طول سال می‌باشد؛ که دوام سفالها و استحکام آن پس از قرن‌های متمادی و همچنین طراحی مهندسی مخزن و سیستم انتقال آب جای افتخار و تحسین دارد.
در ضلع شرقی قلعه درب ورودی وجود داشته که بقایای آن نشانگر تشابه با قلعه‌های یونان باستان است. دو برج نگهبانی در طرفین قلعه همچنان پابرجا هستند و از قطورترین و محکم‌ترین نقاط قلعه بشمار می‌روند.
این قلعه با وجود اتاقهای زیرزمینی و دالانها نشان دهندهٔ سکونت حاکم و خانواده و درباریان می‌باشد و قلعهٔ دیگری با مساحت کوچکتر در فاصله حدود ۵۰ متری در ضلع شمالی با ارتفاع کمتر قرار دارد که به احتمال فراوان وظیفهٔ نگهبانی از قلعه اصلی توسط سربازان را برعهده داشته است.
آب انبار قلعه: مخزن ذخیره آب و استفاده در طول سال، قابلیت ذخیره حجم بسیار زیادی آب باران و برف را در فضایی خنک را دارا بود. جدارهٔ داخلی آی انبار از آجرهای صفحه‌ای به ضخامت حدود ۵۰ سانتیمتر تشکیل شده و قسمت خارجی آن از سنگ و ساروج است